# El Cid – legenda o mężnym rycerzu
El Cid – legenda o mężnym rycerzu (hiszp. El Cid: La leyenda, ang. El Cid: The Legend, 2003) – hiszpański film animowany.
Film luźno oparty jest na poemacie "Pieśń o Cydzie", autorstwa Pierre Corneille, opowiadającym historię Rodrigo Diaza de Vivara.

## Obsada
- Manel Fuentes – El Cid
- Sancho Gracia – Gormaz
- Carlos Latre – Ben Yussuf / Ordóñez
- Loles León – Urraca
- Natalia Verbeke – Jimena
- Miguel Ángel Rodríguez – Garcés
- Manolo Garcia – Diego
- Sergio Zamora – Sancho
- Juan Antonio Bernal – Król Alfonso VI
- Eduard Farelo – Fanez
- Daniel Garcia – Al-Mutamin
- Arsenio Corsellas – Król Fernando I

i inni

## Wersja polska
Opracowanie wersji polskiej: Start International Polska

Reżyseria: Marek Robaczewski

Dialogi polskie: Anna Niedźwiecka-Medek

Dźwięk i montaż: Jerzy Wierciński

Kierownik produkcji: Paweł Araszkiewicz

Wystąpili:
- Janusz Wituch – Alfonso / Narrator
- Zbigniew Konopka – Diego
- Jan Kulczycki – Fernando
- Wojciech Paszkowski – Sancho
- Andrzej Nejman – Rodrigo
- Anna Sroka – Urraca
- Grażyna Wolszczak – Gimena
- Paweł Szczesny – Gorman
- Dariusz Odija – Ordonez
- Jacek Kopczyński – Al-Mutamin
- Jarosław Domin – Ben Yussuff
- Cezary Kwieciński – Al-Quadir
- Zbigniew Suszyński – Garces
- Paweł Galia – Dolfos
- Robert Tondera – Fanez
- Adam Bauman – Al-Muqtadir

oraz
- Jarosław Boberek
- Marek Robaczewski
- Krzysztof Szczerbiński
- Izabela Dąbrowska
- Miłogost Reczek

i inni